# 自治市
自治市是指具有自治權力的城市，各地依照國情不同而劃分為不同的類型。

## 分類

### 日本
- 政令指定都市
- 特別區（日语：特別区） - 功能等同自治市的一種日本行政區劃，目前僅設於東京都之下，即東京都區部。[1]

### 其他
- 自治市鎮（英語：Borough） - 英語圈国家常見的行政区划。
- 西班牙語國家的自治市鎮（西班牙语：Delegación (municipalidad)） - 這些自治市鎮通常有自治的公共服务，如城市规划，城市管理，社区发展。如墨西哥首都墨西哥城。
- 西班牙的自治市（西班牙語：Ciudad autónoma），與自治區同屬一級行政區。目前設有休达、梅利利亚两个自治市。